# Portão de Damasco
O Portão de Damasco (árabe: باب العامود, romanizado: Bāb al-ʿĀmūd, hebraico: שער שכם, Sha'ar Sh'khem) é um dos principais Portões da Cidade Velha de Jerusalém. Ele está localizado na parede do lado noroeste da cidade e se conecta a uma estrada que leva a Nablus, que na Bíblia Hebraica era chamada de Siquém, e de lá, no passado, levava para a capital da Síria, Damasco; como tal, seu nome moderno em português é Portão de Damasco, e seu nome hebraico moderno, Sha'ar Shkhem (שער שכם), significa Portão de Siquém ou Portão de Nablus. De seus nomes árabes históricos, Bab al-Nasr (باب النصر) significa "portão da vitória" e Bab al-Amud (باب العامود) significa "portão da coluna". O último nome, em uso contínuo desde em pelo menos já no século X, preserva a memória de uma coluna romana que se situa na praça atrás do portão e datando do século II d.C..

## História
Em sua forma atual, o portão foi construído em 1537 sob o governo de Solimão, o Magnífico.
Abaixo do portão atual, os restos de um portão anterior podem ser vistos, datando da época do imperador romano Adriano, que visitou a região em 130–131 d.C.. Na praça atrás deste portão estava uma coluna de vitória romana com uma estátua do Imperador Adriano em cima, conforme representado no Mapa de Madaba do século VI. Este detalhe histórico é preservado no nome árabe do portão atual, Bab el-Amud, que significa "portão da coluna". No lintel do portão do século II, que foi tornado visível pelos arqueólogos sob o atual portão otomano, está inscrito o nome romano da cidade após 130 d.C., Élia Capitolina.
Até as últimas escavações (1979-1984), alguns pesquisadores acreditavam que o portão de Adriano era precedido por outro erguido por Agripa I (r. 41–44 d.C.) como parte da chamada Terceira Parede. No entanto, pesquisas recentes parecem provar que o portão não é anterior à reconstrução romana da cidade como Élia Capitolina, durante a primeira metade do século II.
O portão romano permaneceu em uso durante o período dos primeiros muçulmanos e cruzados, mas vários depósitos foram adicionados pelos cruzados do lado de fora do portão, de modo que o acesso à cidade tornou-se possível apenas passando por esses depósitos. Várias fases de trabalho de construção no portão ocorreram durante o início do século XII (Reino de Jerusalém, 1099–1187), o início do período aiúbida (1187-1192) e a segunda fase do governo dos cruzados sobre Jerusalém no século XIII.

O Portão de Damasco é o único portão de Jerusalém que preservou seu nome, Bab al-Amud, pelo menos desde o século X. Os cruzados a chamaram de Porta de Santo Estêvão (em latim, Porta Sancti Stephani), destacando sua proximidade com o local do martírio de Santo Estêvão, marcado desde a época da imperatriz Eudócia por uma igreja e um mosteiro. Um relato de 1523 de uma visita a Jerusalém por um viajante judeu de Livorno usa o nome Bâb el 'Amud e observa sua proximidade com a Caverna de Zedequias.